# Green Valley (Dakota del Sud)
Green Valley és una població dels Estats Units a l'estat de Dakota del Sud. Segons el cens del 2000 tenia 768 habitants.

## Demografia
Segons el cens del 2000, Green Valley tenia 768 habitants, 314 habitatges, i 211 famílies. La densitat de població era de 79,9 habitants per km².
Dels 314 habitatges en un 29,6% hi vivien nens de menys de 18 anys, en un 53,5% hi vivien parelles casades, en un 8% dones solteres, i en un 32,8% no eren unitats familiars. En el 23,9% dels habitatges hi vivien persones soles el 4,8% de les quals corresponia a persones de 65 anys o més que vivien soles. El nombre mitjà de persones vivint en cada habitatge era de 2,45 i el nombre mitjà de persones que vivien en cada família era de 2,9.
Per edats la població es repartia de la següent manera: un 23,4% tenia menys de 18 anys, un 8,7% entre 18 i 24, un 31,4% entre 25 i 44, un 25,4% de 45 a 60 i un 11,1% 65 anys o més.
L'edat mediana era de 39 anys. Per cada 100 dones de 18 o més anys hi havia 109,3 homes.
La renda mediana per habitatge era de 35.767 $ i la renda mediana per família de 42.981 $. Els homes tenien una renda mediana de 30.268 $ mentre que les dones 16.176 $. La renda per capita de la població era de 17.111 $. Entorn del 7% de les famílies i l'11,6% de la població estaven per davall del llindar de pobresa.

## Poblacions més properes
El següent diagrama mostra les poblacions més properes.